# Khuất Xuất Luật

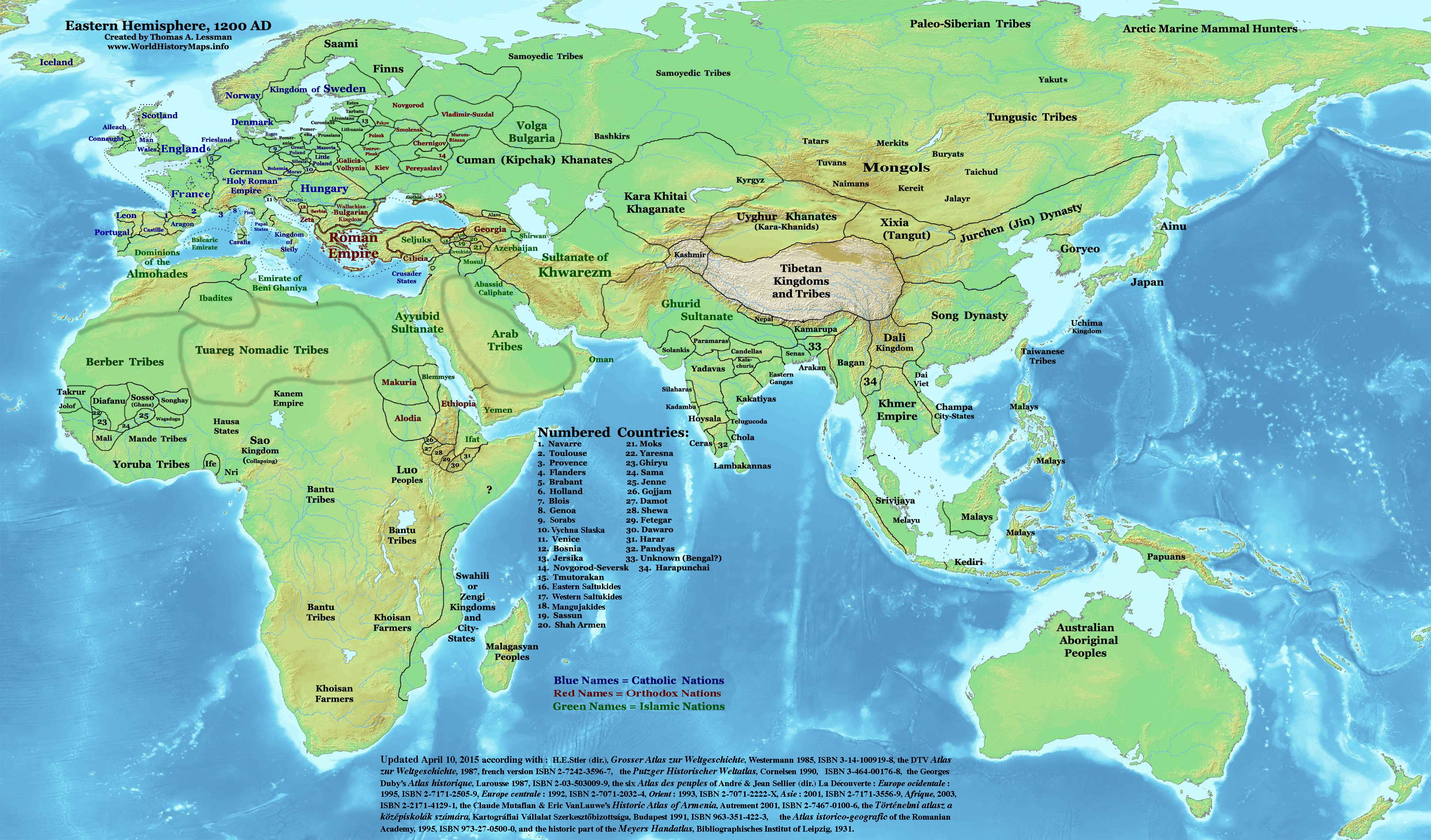
Bản đồ châu Á và châu Âu khoảng năm 1200

Khuất Xuất Luật (tiếng Trung: 屈出律; bính âm: Qūchūlǜ) hay Kuchlug (cũng viết là Küchlüg, Küçlüg, Güčülüg) là một vương tử của bộ lạc Nãi Man ở miền tây Mông Cổ. Ông bị Thành Cát Tư Hãn đánh bại và phải chạy về phía tây tới Tây Liêu và trở thành một quân sư. Năm 1210, ông cướp ngôi hoàng đế. Ông bị người Mông Cổ giết chết khi họ chinh phục khu vực vào năm 1218.

## Cai trị quốc gia

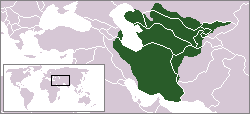
Đế quốc Khwarezmid